# Bandahavet
Bandahavet er et farvand i Indonesien, der afgrænses af Molukkerne mod nord og af Timor mod syd. Bandahavet er ca. 1000 km fra øst til vest og 500 km nord til syd. Havets samlede udbredelse er ca. 740.000 km² og det når en dybde på ca. 7200 m.